# العصور المظلمة اليونانية

توسع الدوريين على حساب المستعمرات اليونانية بآسيا الصغرى

العصور المظلمة اليونانية (Ελληνικοί σκοτεινές εποχές) تعبير يشير إلى فترة من التاريخ اليوناني من الغزو الدوري ونهاية الحضارة الموكيانية حوالي 1200ق. م إلى أول علامات صعود المدن-الدول اليونانية القديمة في القرن 9 ق.م

## أصل التسمية
يشير اسم عصر مظلم إلى فترة تغرق فيها الحضارة في الجهل

## حرب البحر الأبيض المتوسط وشعوب البحر

خريطة لانهيار العصر البرونزي

في هذا الوقت تقريبًا اندلعت ثورات واسعة النطاق في عدة أجزاء من شرق البحر الأبيض المتوسط. جرت محاولات الإطاحة بالممالك القائمة نتيجة لعدم الاستقرار الاقتصادي والسياسي من الأمم المحيطة، الذين ابتليوا بالمجاعة والمصاعب. فغزت شعوب البحر جزء من المملكة الحثية، التي يعتقد بأن أصولها الغامضة ربما أتت من أجزاء مختلفة من منطقة البحر الأبيض المتوسط مثل البحر الأسود ومنطقة بحر إيجة والأناضول. النقوش والمنحوتات التي تعود إلى القرنين 13 و12 ق.م في الكرنك والأقصر هي المصادر الوحيدة لمصطلح «شعوب البحر»، وهو مصطلح اخترعه المصريون وسجل في روايات متبجحة بالنجاحات العسكرية المصرية. لا يوجد دليل على ما يسمى بشعوب البحر أكثر من هذه النقوش.
الدول الأجنبية ... قامت بالتآمر في جزرها. وفجأة كانت الأراضي تتحرك، وتبعثرت في الحرب. لم يكن بوسع أي دولة أن تقف أمام أسلحتهم ... كانت عصبتهم هي بيليست وتيكر وشيكلش ودين ين ووشيش.
ربما حاولت مجموعة مماثلة من تلك الشعوب غزو مصر مرتين، مرة في عهد مرنبتاح حوالي 1208 ق.م، ومرة أخرى في عهد رمسيس الثالث حوالي 1178 ق.م.

## غزو البيلبوناز
غزا شبه جزيرة البيلبوناز شعب ذو روح حربية، طويل القامات، مستدير الرؤوس، معدوم الصلة بالأدب، إجتاحت بلاد اليونان حوالي عام 1104 ق.م. موجة جديدة من الهجرة أو الغزو متدفقة من الشمال القلق المضطرب النازع إلى التوسع؛ فقد إنزلق البلوبونيز، أو تدفق عليها، بعد أن اخترق إليريا وتساليا وعبر خليج كورنثة عند نوپاكتوس Naupactus ، ومضيق وإستولى على البلاد وقضى على الحضارة المينوسية قضاء يكاد يكون مبرماً. وكل ما نقوله عن أصلهم وعن الطريق الذي سلكوه لا يرقى إلى أكثر من الحدس والتخمين.
أما أخلاقهم وأثرهم في البلاد التي فتحوها فإن علمنا عنهما يرقى إلى مرتبة اليقين. لقد كانوا لا يزالون في مرحلة الرعي والصيد؛ وكانوا من حين إلى حين يستقرون لفلح الأرض، ولكن جل اعتمادهم كان على ماشيتهم، وكانت حاجة هذه الماشية إلى المرعى الجديد سبباً في كثرة تنقلهم وعدم إستقرارهم. وكان الشيء الوحيد الموفور عندهم وفرة لم يسمع بها عند غيرهم هو الحديد؛ ومن أجل ذلك كانوا هم رسل الثقافة الهلستانية إلى بلاد اليونان؛ وكانت صلابة أسلافهم وشدة بأسهم سبباً في تفوقهم على الآخيين والكريتيين، وفي قسوة قلوبهم وبطشهم الشديد، وكان الآخيون والكريتيون وقتئذ يستخدمون أسلحة من البرونز. والراجح أنهم تدفقوا من الغرب والشرق، من إليس ومجارا، على ممالك البلوبونيز المتفرقة الصغيرة وذبحوا بسيوفهم طبقاتها الحاكمة، وإتخذوا من بقي من الميسينيين أرقاء. ودمرت النيان وتيرينز وأضحت أرگوس عاصمة [جزيرة بلوبس] وظلت كذلك مائتين من السنين. وإستولى الغزاة في برزخ كورنثة على أكروكورنثوس Acrocorinthus وهي قمة عالية تشرف على ما حولها وتسيطر عليه، وشادوا حولها مدينة كورنثة الدورية، وفر أمامهم من بقي حياً من الدوريين، فلجأ بعضهم إلى جبال البلوبونيز الشمالية، وبعضهم إلى أتيكا، وعبر بعضهم البحر إلى الجزائر وإلى سواحل آسيا. وإقتفى الفاتحون أثرهم إلى أتكا ولكنهم صدوا عنها؛ وجاءوا في أثرهم إلى كريت، ودمروا ما بقي من نوسس تدميراً تاماً؛ واستولوا على ميلوس وثيرا Thera، وكوس Cos، ونيدوس Nidus ورودس.
وكان الخراب أشمل وأتم في جميع أنحاء البلوبونيز وكريت حيث إزدهرت الحضارة الميسينية أكثر من إزدهارها في غيرها الأصقاع. وهذه الكارثة الختامية التي وقعت في العصر السابق للحضارة الإيجية هي المعروفة لدى المؤرخين المحدثين باسم الفتح الدوري، والتي تسميها الرواية اليونانية «عودة الهرقليين». ذلك أن الظافرين لم يقنعوا بأن يسموا انتصارهم هذا غلبة أقوام همج على شعب متحضر، بل قالوا إن ما حدث في واقع الأمر هو أن أبناء هرقل، ومن تناسلوا من أبنائه، حيل بينهم وبين حقهم المشروع في العودة إلى البلوبونيز، فانتزعوا هذا الحق بقوة سواعدهم وبطولتهم. ولسنا نعرف ما في هذا القول من الحقائق التاريخية، وما فيه من الأساطير الدبلوماسية التي يقصد بها تصوير هذا الفتح الدموي في صورة حق مقدس. وإنا ليصعب علينا أن نعتقد أن الدوريين قد برعوا في الكذب هذه البراعة كلها في شباب العالم. وقد تكون القصتان كلتاهما صحيحتين وهو ما لم يسلم به المحاجون: فقد يكون الدوريون غزاة فاتحين من الشمال يقودهم أبناء هرقل وحفدته.

## النهاية
منذ 900 ق.م بدأت اليونان تتعافى من العصر المظلم وتم استخدام الكتابة مرة أخرى. وظهرت المدن-الدول وتداولوا مع بعضهم البعض ومع بلدان أخرى.